# S.L.IJ.M.B.A.L.
Een S.L.IJ.M.B.A.L. (Schriftelijke Loftuiting wegens IJver, Magische Bekwaamheid en Algeheel Leervermogen ) (Engels: O.W.L, "Ordinary Wizarding Levels") is in de Harry Potter-boeken van de Britse schrijfster J.K. Rowling een schooldiploma wat leerlingen per schoolvak ontvangen nadat ze de tentamens van het vijfde schooljaar hebben gehaald.
Een leerling krijgt een S.L.IJ.M.B.A.L. wanneer hij of zij een voldoende heeft behaald voor het betreffende schoolvak op Zweinstein, de toverschool. Aan de hand van de resultaten wordt ook bepaald of iemand een vak als examenvak mag kiezen. Zo is professor Sneep extreem streng en accepteert hij slechts leerlingen als examenkandidaat met het resultaat Uitmuntend voor zijn vak Toverdranken. Zoals in de werkelijke wereld worden voor beroepsopleidingen zoals Schouwer eisen aan het vakkenpakket gesteld.
Aan het einde van het zevende (en laatste) schooljaar doen de leerlingen opnieuw examen, nu voor de P.U.I.S.T., de Proeve van Uitzonderlijke Intelligentie en Superieure Toverkunst.

## S.L.IJ.M.B.A.L.-gradaties
- Voldoende:
  - Uitmuntend (U)
  - Boven Verwachting (B)
  - Acceptabel (A)
- Onvoldoende:
  - Slecht (S)
  - Dieptreurig (D)
  - Zwakzinnig (Z)

## DoorHarry Potterbehaalde S.L.IJ.M.B.A.L.len
- Astronomie: Acceptabel
- Verzorging van Fabeldieren: Boven verwachting
- Bezweringen: Boven verwachting
- Verweer Tegen De Zwarte Kunsten: Uitmuntend
- Kruidenkunde: Boven verwachting
- Toverdranken: Boven verwachting
- Gedaanteverwisselingen: Boven verwachting

## DoorRon Wemelbehaalde S.L.IJ.M.B.A.L.len
- Astronomie: Acceptabel
- Verzorging van Fabeldieren: Boven verwachting
- Bezweringen: Boven verwachting
- Verweer Tegen De Zwarte Kunsten: Boven verwachting
- Kruidenkunde: Boven verwachting
- Toverdranken: Boven verwachting
- Gedaanteverwisselingen: Boven verwachting

## DoorHermelien Griffelbehaalde S.L.IJ.M.B.A.L.len
- Astronomie: Uitmuntend
- Verzorging van Fabeldieren: Uitmuntend
- Bezweringen: Uitmuntend
- Verweer Tegen De Zwarte Kunsten: Boven verwachting
- Oude Runen: Uitmuntend
- Kruidenkunde: Uitmuntend
- Geschiedenis van de Toverkunst: Uitmuntend
- Toverdranken: Uitmuntend
- Gedaanteverwisselingen: Uitmuntend
- Voorspellend Rekenen: Uitmuntend